# I Fall Apart
"I Fall Apart" é uma canção gravada pelo rapper e cantor estadunidense Post Malone para seu álbum de estreia Stoney (2016). Foi escrita por Malone, William Walsh e o produtor Carlo Montagnese. A faixa foi enviada para rádios rhythmic estadunidenses através da Republic Records em 17 de outubro de 2017, como sexto e último single do álbum.

## Posições nas tabelas musicais

### Tabelas semanais
| Tabela musical (2017–18)                     | Melhor posição |
| -------------------------------------------- | -------------- |
| Alemanha (Offizielle Deutsche Charts)        | 84             |
| Austrália (ARIA)                             | 2              |
| Áustria (Ö3 Austria Top 75)                  | 57             |
| Canadá (Canadian Hot 100)                    | 20             |
| República Checa (Singles Digitál Top 100)    | 39             |
| Dinamarca (Hitlisten)                        | 36             |
| Escócia (Scottish Singles Chart)             | 57             |
| Eslováquia (Singles Digitál Top 100)         | 37             |
| Estados Unidos (Billboard Hot 100)           | 16             |
| Estados Unidos (Billboard Mainstream Top 40) | 30             |
| Estados Unidos (Billboard R&B/Hip-Hop Songs) | 9              |
| Estados Unidos (Billboard Rhythmic)          | 5              |
| Filipinas (Philippine Hot 100)               | 33             |
| Irlanda (IRMA)                               | 15             |
| Noruega (VG-lista)                           | 28             |
| Nova Zelândia (Recorded Music NZ)            | 1              |
| Países Baixos (Single Top 100)               | 73             |
| Portugal (AFP)                               | 18             |
| Reino Unido (UK Singles Chart)               | 19             |
| Reino Unido (OCC UK R&B)                     | 7              |
| Suécia (Sverigetopplistan)                   | 16             |
| Suíça (Schweizer Hitparade)                  | 94             |

### Tabela de fim de ano
| Tabela musical (2017)                            | Posição |
| ------------------------------------------------ | ------- |
| Austrália (ARIA)                                 | 73      |
| Estados Unidos (Billboard Hot R&B/Hip-Hop Songs) | 81      |
| Tabela musical (2018)                            | Posição |
| Austrália (ARIA)                                 | 6       |
| Canadá (Canadian Hot 100)                        | 48      |
| Estados Unidos (Billboard Hot 100)               | 39      |
| Estados Unidos (Billboard Hot R&B/Hip-Hop Songs) | 28      |
| Estados Unidos (Billboard Rhythmic)              | 31      |
| Estônia (IFPI)                                   | 4       |
| Nova Zelândia (Recorded Music NZ)                | 6       |
| Portugal (AFP)                                   | 71      |
| Reino Unido (UK Singles)                         | 71      |
| Suécia (Sverigetopplistan)                       | 70      |
| Tabela musical (2019)                            | Posição |
| Austrália (ARIA)                                 | 83      |
| Portugal (AFP)                                   | 312     |

### Tabelas de fim de década
| Tabela musical (2010-2019) | Posição |
| -------------------------- | ------- |
| Austrália (ARIA)           | 52      |